# Sindikat
Sindikat je organizacija koju stvaraju zaposlenici. Sindikat može predstavljati zaposlenike u određenoj gospodarskoj grani ili u određenoj tvrtci, a uspostavlja se kako bi poboljšao i održao plaće, naknade i radne uvjete. Sindikati se obično ujedinjuju u udruge sindikata i sindikalne središnjice. 
U mnogim zemljama sindikat može dobiti status pravne osobe. Takvi sindikati imaju određena zakonska prava i ovlasti, a najvažnije je pravo kolektivnih pregovora s poslodavcem kako bi poboljšao plaće, radno vrijeme i druge uvjete iz ugovora o radu radnika koje predstavlja, što znači da te stvari ne uspostavlja jednostrano uprava, nego ih dogovaraju obje strane. Kad sindikati nemaju takva prava ni ovlasti, obično prijete štrajkom i drugim kolektivnim akcijama kako bi vršili pritisak na poslodavca.
Sindikati se mogu uključiti i u šire političke i društvene prijepore, pa su u nekim zemljama blisko povezani s političkim strankama. Sindikati često koriste svoju organizacijsku snagu da promiču društvene mjere i zakone koji odgovaraju njihovom članstvu ili zaposlenicima općenito. 
Iako se njihova politička struktura i samostalnost jako razlikuje od zemlje do zemlje, sindikati obično imenuju svoje vodstvo putem izbora.

## Sindikati u Hrvatskoj
Hrvatski su sindikati uglavnom neovisni, a pokrivaju oko 35% hrvatskih zaposlenika. 
Ustav Republike Hrvatske svakom jamči pravo na udruživanje u zaštitu svojih radničkih prava, a djelovanje je uređeno Zakonom o radu. 
Većina je sindikata okupljena u pet glavnih udruga (središnjica), koji su navedeni prema veličini:
- Savez samostalnih sindikata Hrvatske (SSSH)
- Nezavisni hrvatski sindikati (NHS)
- Matica hrvatskih sindikata (MHS)1
- Hrvatska udruga sindikata (HUS)
- Udruga radničkih sindikata Hrvatske (URSH)
- Sindikat novinara Hrvatske (SNH)

1 Sindikat usluga UNI-CRO se 2008. pridružio Matici.